# Netflix

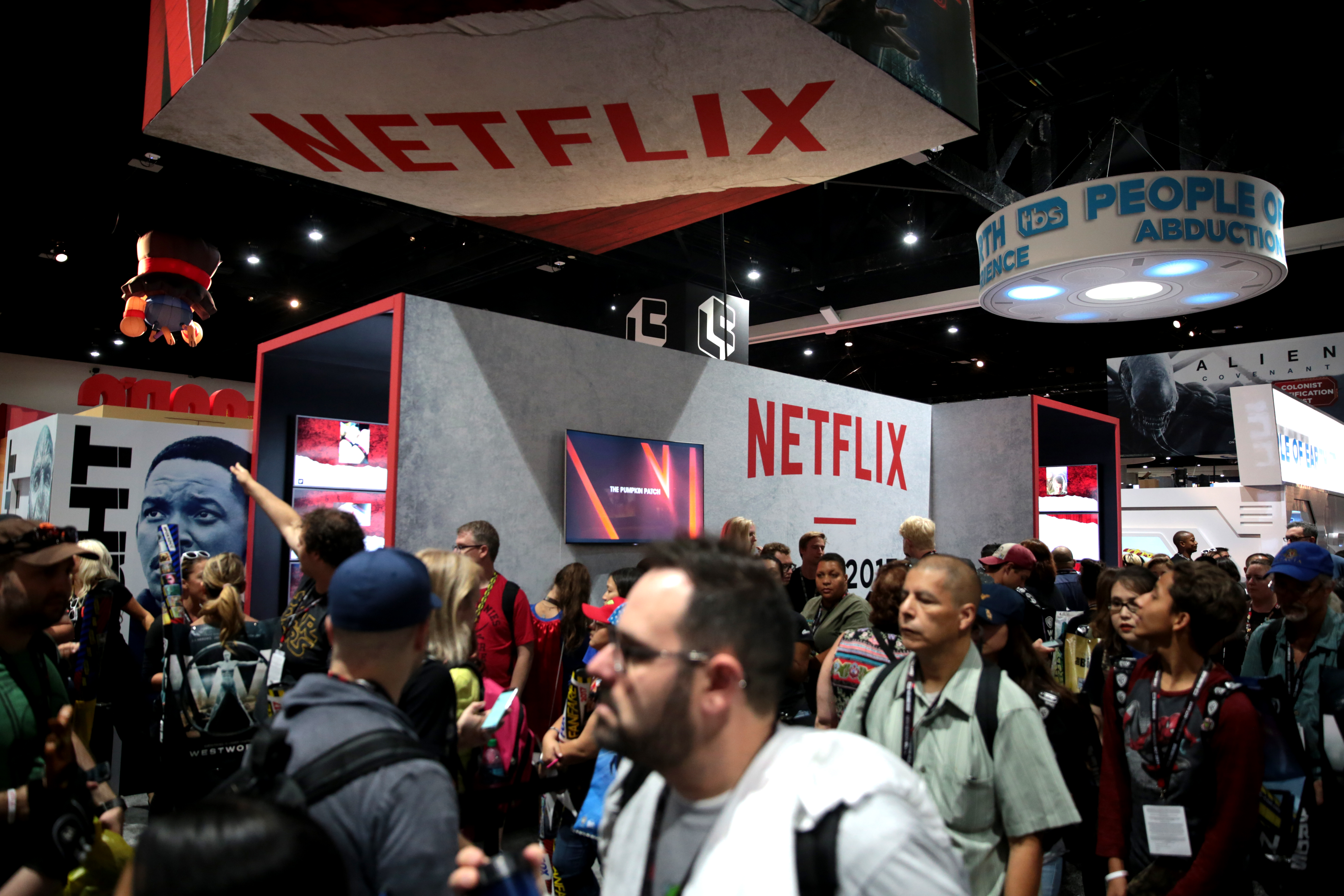
2017年圣地亚哥国际漫画展上的Netflix展台，漫画展在圣地亚哥会议中心举办

（英語發音：/ˈnɛtflɪks/；台灣或譯作網飛，中国大陆通常称作網飛或奈飛）是起源於美國、在世界各地提供網路隨選串流影片的OTT服务公司。公司在創業時至2023年9月亦同時在美國經營單一費率郵寄影像光碟出租服務，使用回郵信封寄送DVD和Blu-ray出租光碟片至消費者指定的收件地址。公司由里德·哈斯廷斯和馬克·倫道夫在1997年8月29日成立，总部位于加利福尼亚州的洛斯盖图，1999年開始推出訂閱制的服務。2009年，Netflix可以提供超過10萬部電影DVD，訂閱者數超過1000萬人。另一方面，截至2022年6月的數據，Netflix的串流服務已經在全球擁有2.20億個訂閱用戶，在美國的訂戶已達到7330萬。其主要的競爭對手有Disney+、Hulu、Max、Amazon Prime Video、YouTube Premium及Apple TV+等。
Netflix在多個排行榜上均榜上有名：2017年6月6日，《2017年BrandZ最具价值全球品牌100强》公布，Netflix在其中排名第92位。2018年10月，《财富》未来公司50强排行榜发布，Netflix排名第八。2018年12月，世界品牌实验室编制的《2018世界品牌500强》揭晓，Netflix在其中排名第88。在《财富》2018年世界500大排名261位，並連年增長。2019年10月，位列2019福布斯全球数字經濟100强榜第46名。2019年10月，Interbrand发布的全球品牌百强榜排名65。2020年1月22日，名列2020年《财富》全球最受赞赏公司榜单第16位。2022年2月，按市值計算，Netflix为全球第二大的媒體娛樂公司。2019年，Netflix加入美國電影協會（MPA）。另外，Netflix也被部分媒體列為科技巨擘之一。
Netflix 可在 190 多个国家和地区进行流媒体播放，不提供服务的国家和地区包括中国大陆、克里米亚、朝鲜、俄罗斯和叙利亚等。

## 服務

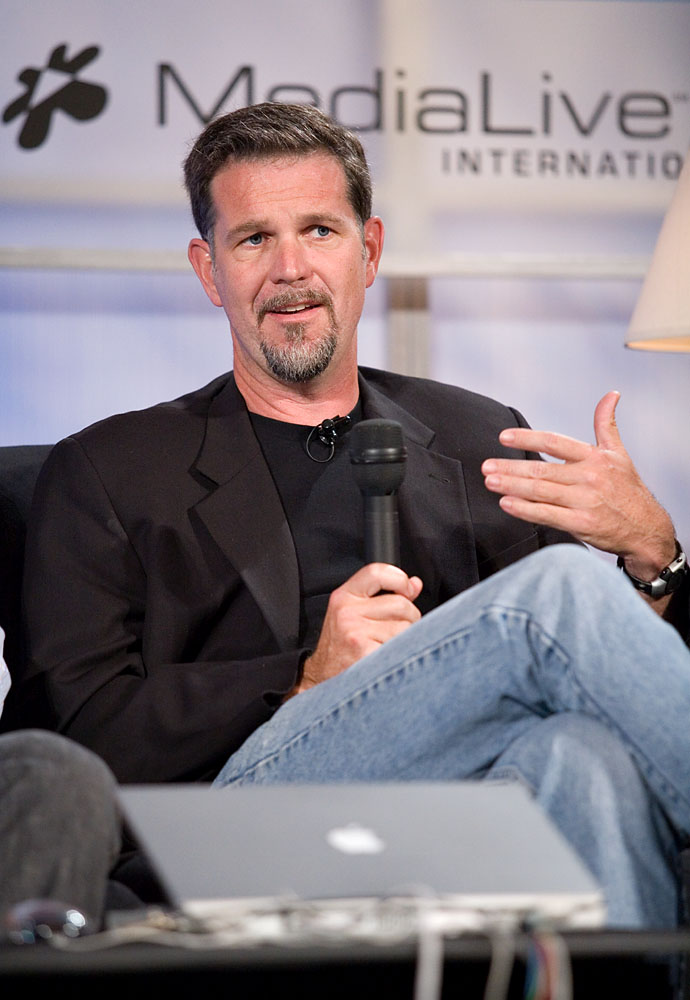
里德·哈斯廷斯

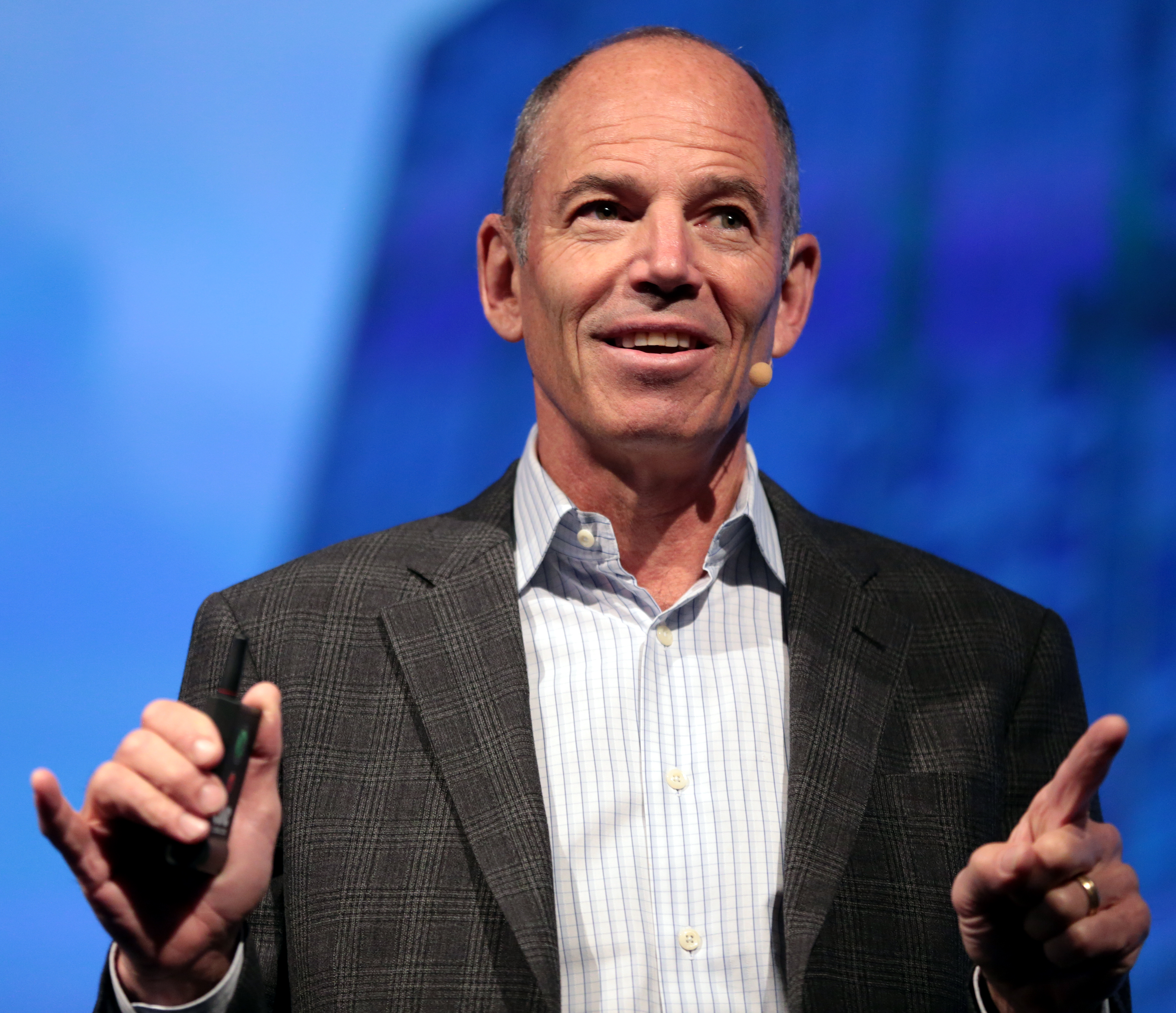
马克·兰多夫

Netflix是一種提供電影和電視節目的訂閱制服務，利用網路串流和美國郵政將媒體提供給訂閱者。

### 網路影片串流
提供網路影片串流服務是Netflix現今最主要的服務。訂閱者可以使用各種網路設備連結到Netflix的線上內容資料庫，單一訂閱者的帳號能同時讓多人使用，即使在非訂閱者的電腦或裝置上也能登入服務。網路串流和實體光碟的資料庫有顯著不同，光碟資料庫提供較多的電影選擇，而網路串流資料庫則有較多Netflix原創內容。根據Sandvine公司在2013年的報告，Netflix是美國最大的下載網路流量來源，共佔據了32.3%的下載總流量，以及28.8%的集計下載流量。
串流服務剛推出時，Netflix的傳統光碟出租訂閱者能免費使用串流服務。訂閱者每月月費的1美元約可換得1小時的串流影片（例如16.99美元的方案，訂閱者可獲得17小時的影片串流時間）。
2008年1月，Netflix取消串流服務時間限制，幾乎所有光碟出租服務訂閱者都可免費享有不限時數的影片串流（然而4.99美元月費的訂閱者每月仍僅能觀看2小時的串流影片），這項改變是回應了Hulu和蘋果公司所新推出的影片出租服務。2015年4月，由於光碟出租和網路串流市場的差異性，Netflix將DVD出租訂閱和串流訂閱服務獨立分開，完全取消串流影片時數限制。目前Netflix的網路影片串流服務訂閱費用約為每月7.99至11.99美元。
2014年10月10日以前，Netflix的串流服務並不支援Linux PC，然而以Linux為基礎架構的Roku機上盒則可以使用Netflix服務。Linux電腦的使用者可利用轉接器將Roku機上盒、電子遊戲主機或Blu-ray光碟播放器連接至Linux電腦，或使用VirtualBox或QEMU等虛擬電腦軟體執行Microsoft Windows來觀看Netflix。在《TechRepublic》2010年8月的一篇專訪中，Neflix的公司通訊副總裁表示Linux上可使用的Moonlight等Silverlight外掛元件並不支援Netflix需要的PlayReady数字版权管理（DRM）系統。然而，Netflix支援Android作業系統，Android是Linux核心為主的複刻版本。一套以Wine為基礎的非官方程式能讓使用者在不安裝Windows虛擬機器的情況下觀看Netflix串流影片。此套名為「Pipelight」的Firefox外掛元件，是以桌面版Netflix計畫為基礎，透過連結到在Wine基底上運行的Silverlight外掛元件，讓Linux原生的網路瀏覽器能播放Netflix。2014年10月10日，Ubuntu 12.04或14.04版本的使用者，能安裝支援Netflix HTML5數位版權管理機制的Chrome瀏覽器外掛元件。透過Google Chrome播放的Netflix影片最高支援720p的解析度。
根據尼爾森在2011年7月進行的調查，42%的Netflix訂閱戶使用個人電腦進行串流、25%透過Wii遊戲主機、14%的使用者將電腦連接至電視、13%使用PlayStation 3，12%使用Xbox 360。可觀看的影片內容是依據使用者的IP位址決定。對於大多數的使用者，IP位址與其所在的地理位置相同。然而這也代表，如果用者透過其他國家的網路服務連結Netflix，則可觀看該國市場提供的影片內容。

#### 降速問題
COVID-19疫情使公司業績飛快成長，但也導致疫區的頻寬壓力，Netflix也因此在台灣等亞太地區及歐洲部分地區降速25%。

### 遊戲
2021年7月, Netflix聘用了前藝電和臉書的高層Mike Verdu來遊戲部門,目標是2022年上線遊戲。Netflix打算提供手機遊戲訂閱服務 。首次的遊戲試玩在波蘭的2021年8月推出；訂閱者可以免費在Netflix手機版遊玩怪奇物語 3：遊戲 。
2021年11月2日, Netflix 官方宣佈上線手機遊戲給全球的Android使用者, 其中包含5項遊戲 。11月9日, iOS上線。
2023年8月15日，Netflix開始首次的雲串流遊戲公測，此公測僅在加拿大以及英國實施且並不是面相所有的訂閱者。

### 光碟出租
Netflix在美國提供單一費率的DVD和Blue-ray光碟的出租服務，這是Netflix公司自成立以來便已開始提供的服務，並一直持續到2023年9月結束為止。
訂閱者可建立想要租借的影片清單。影片光碟從各地區的倉庫利用美國郵政系統寄送。截至2011年3月28日，Netflix在全美共有58個發送據點。訂閱者可以自行決定歸還光碟的時間，但依據訂閱方案的不同，訂閱者能同時租借的影片數量有所限制。若要租借新的影片，訂閱者必須將上一次租借的影片放入回郵信封中寄出歸還。在收到歸還的影片後，Netflix會將影片清單中的下一部影片寄出。
Netflix提供數種不同價位的訂閱方案，訂閱者每次可租借一至三部影片。此外也提供贈送訂閱方案的服務。2008年11月21日，Netflix開始提供Blu-ray光碟的租借服務，訂閱者必須額外付費。除了影片出租服務外，Netflix也曾銷售二手的影片光碟。賣出的光碟利用相同方式寄出，購買者以與訂閱方案同樣的付款方式付費。二手光碟的銷售已在2008年11月終止。
2010年1月6日，Netflix與華納兄弟影業達成協議，將新發行的影片延遲28天後上架，希望能幫助電影公司在零售通路賣出更多的實體光碟。2010年4月9日，Netflix與環球影業和二十世紀福斯也達成類似的協議。2011年，Netflix將光碟出租與網路串流服務的價格方案分開，訂閱者可自行決定欲訂購的服務。目前Netflix的光碟出租訂閱費約為每月7.99至19.99美元，包含一個月的試用以及無次數限制的光碟交換服務。
2023年4月18日，因应市场需求减少，Netflix宣布於同年9月结束运营了25年的光碟出租服务。

#### 出售光碟出租事業爭議
2011年9月18日，Netflix的執行者和共同創辦人海斯汀在官方部落格上宣佈，Netflix將分割出旗下的光碟出租事業，並重新命名為「Qwikster」，其唯一的重大變更是這項服務將有自己獨立運作的網站。此外增加額外付費的電子遊戲出租服務，欲使用光碟出租服務的Netflix訂閱者，必須使用不同的網站來連結Qwikster。
大多數訂閱者對這個決定持負面態度。2011年10月10日，海斯汀宣布中止計劃中的Qwikster服務，將光碟出租服務繼續保留為Netflix的一部份。

## 節目

### 原創節目

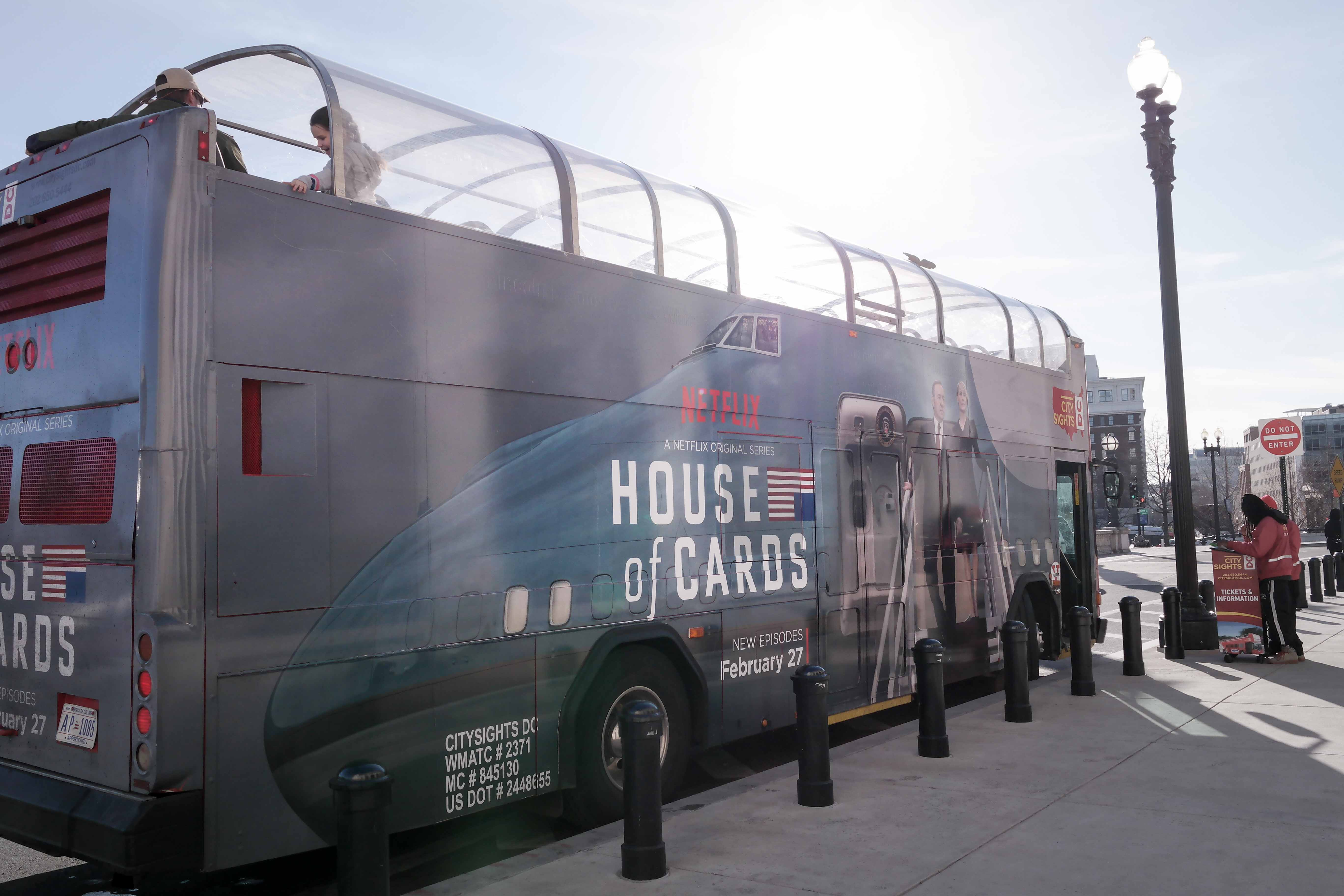
政治题材电视剧《纸牌屋》在全球大热

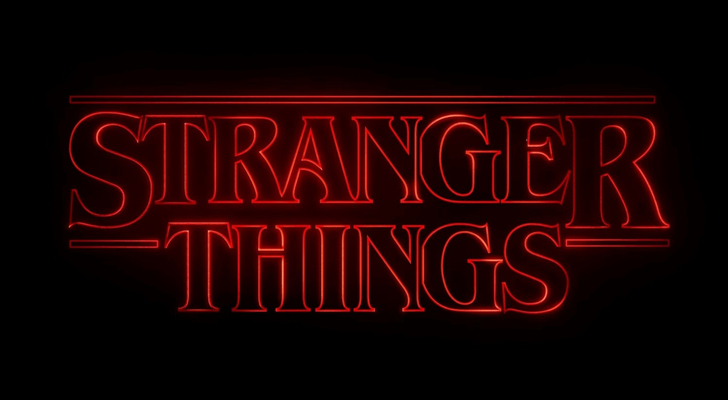
超自然题材电视剧《怪奇物语》在播出后广受好评

2011年3月起，Netflix開始為了旗下受到歡迎的串流服務籌劃原創內容。2013年2月，政治影集《紙牌屋》作為第一部推出的作品正式發行，每集約一小時長，製作人為大衛·芬奇，由凱文·史貝西和羅蘋·萊特領銜主演。2011年下半，Netflix購入了兩季共集16集的影集《莉莉海默》，以及原先由福斯廣播公司製作的情境喜劇《發展受阻》。Netflix在2013年初宣布推出超自然戲劇影集《鐵杉樹叢》。2013年2月，夢工廠動畫和Netflix同意製作名為《渦輪方程式：絕技快攻隊》的動畫影集，這部根據電影《渦輪方程式》的影集在該年7月正式推出。2013年3月，Netflix宣佈與華卓斯基姐弟和約瑟夫·麥可·斯特拉日恩斯基簽約，三人將會編寫並製作全新科幻影集《超感獵殺》，並在2015年6月5日推出。
《紙牌屋》、《Lilyhammer》、《鐵杉樹叢》和《勁爆女子監獄》皆在推出後獲得下一季的預定，並在2014年推出下一季的內容。2013年中，Netflix表示有意願製作《發展受阻》的新一季內容，但推出時間並未確定。
2013年11月，Netflix和漫威電視（華特迪士尼公司旗下企業）宣佈將製作以漫威超級英雄夜魔俠、潔西卡·瓊斯、鐵拳俠和盧克·凱奇為題材的影集，共簽下五季合約。合約內容包括將推出4部各13集的影集，故事並在最後集結成名為《捍衛者聯盟》的迷你影集。這項計畫的影集在2015年開始陸續推出。除了與漫威的合作計畫外，華特迪士尼公司也宣布電視動畫影集《星際大戰：複製人之戰》的第六季和最終季將會獨家在Netflix上推出，並同時包含前五季動畫以及《星際大戰：複製人之戰》電影版。此一系列的影集在2014年3月7日開始提供串流。2019年初，迪士尼終止與Netflix的相關合作，並於2019年底開始陸續從Netflix下架旗下所有作品，包括全部與Netflix合作的漫威劇集。
《紙牌屋》第二季推出不久後便在2014年2月獲得第三季的製作續約，2015年推出，後來又推出第四季。
Netflix與《發展受阻》的密歇·赫維玆（Mitchell Hurwitz）及其製作公司在2014年4月宣佈簽約，將在接下來的數年間為Netflix製作原創內容
Netflix在2014年9月擊敗Amazon Prime和Hulu，取得《愛》（Love）的版權，該影集是由賈德·阿帕托、萊斯里·亞芬（Leslie Arfin）和保羅·魯斯特（Paul Rust）製作的全新愛情喜劇。
Netflix在2014年11月19日宣佈，《西鎮警魂》將在2015年於Netflix平台推出共10集的第四季內容。
2016年，Netflix推出原創科幻影劇《怪奇物語》，一播出就獲得極高的評價。
2024年3月21日，Netflix推出原创科幻影剧《3 体》。播出后引发中国网友极大的争议，并遭到相关部门审查。

#### 亞洲原創內容

##### 日本
日本Netflix的網路影片串流服務在2015年9月1日晚間上線，並提供給日本市場的原創內容。包括與富士電視台合作推出新一季的《雙層公寓》，以及由桐谷美玲主演的原創電視劇《內衣白領風雲》（日语：、Underwear）。Netflix也宣佈將在2016年推出改編自芥川獎獲獎小說《火花》的原創作品，並在日本及其他市場推出。
除此之外，Netflix也引進了《只有我不存在的城市》、《Re:Mind》、《翱翔于天际的夜鹰》、《雙層公寓》、《全裸导演》、《深夜食堂》、《東京星夢》、《今際之國的闖關者》、《異變者》、《神劍闖江湖 最終章》、電視劇版《新聞記者》、《金魚妻》等作品。

##### 臺灣
Netflix於2016年1月6日正式於臺灣上線，並於同年6月與三立電視結成內容伙伴，於該平台上推出三立過去曾製播之戲劇節目。翌年，Netflix與公共電視台、凱擘影藝合作，製播原創戲劇《雙城故事》，該劇於同年年底開拍，2018年中旬上架，公視部分戲劇節目亦於該平台推出。2018年9月，Netflix宣布《罪夢者》将在10月份开拍。2019年，由霹靂布袋戲所製作的精緻布袋戲劇集《刀說異數》於Netflix上架，並於首日登上熱門搜尋排行榜第一名。
除此之外，Netflix也引進了《極道千金》、《誰是被害者》、《彼岸之嫁》、《你的孩子不是你的孩子》、《一千個晚安》、《陽光普照》、《誰先愛上他的》、《天巡者》、《返校》、《刻在你心底的名字》、《馗降：粽邪2》、《孤味》、《同學麥娜絲》、《缉魂》、《當男人戀愛時 (2021年電影)》、《比悲傷更悲傷的故事》、《華燈初上》、《瀑布 (電影)》、《媽，別鬧了！》、《她和她的她》、《模仿犯》、《塑膠花》、《誰是被害者2》、社會寫實電視劇《我們與惡的距離》等戲劇作品以及一部實境節目《來吧！營業中》。

##### 韓國

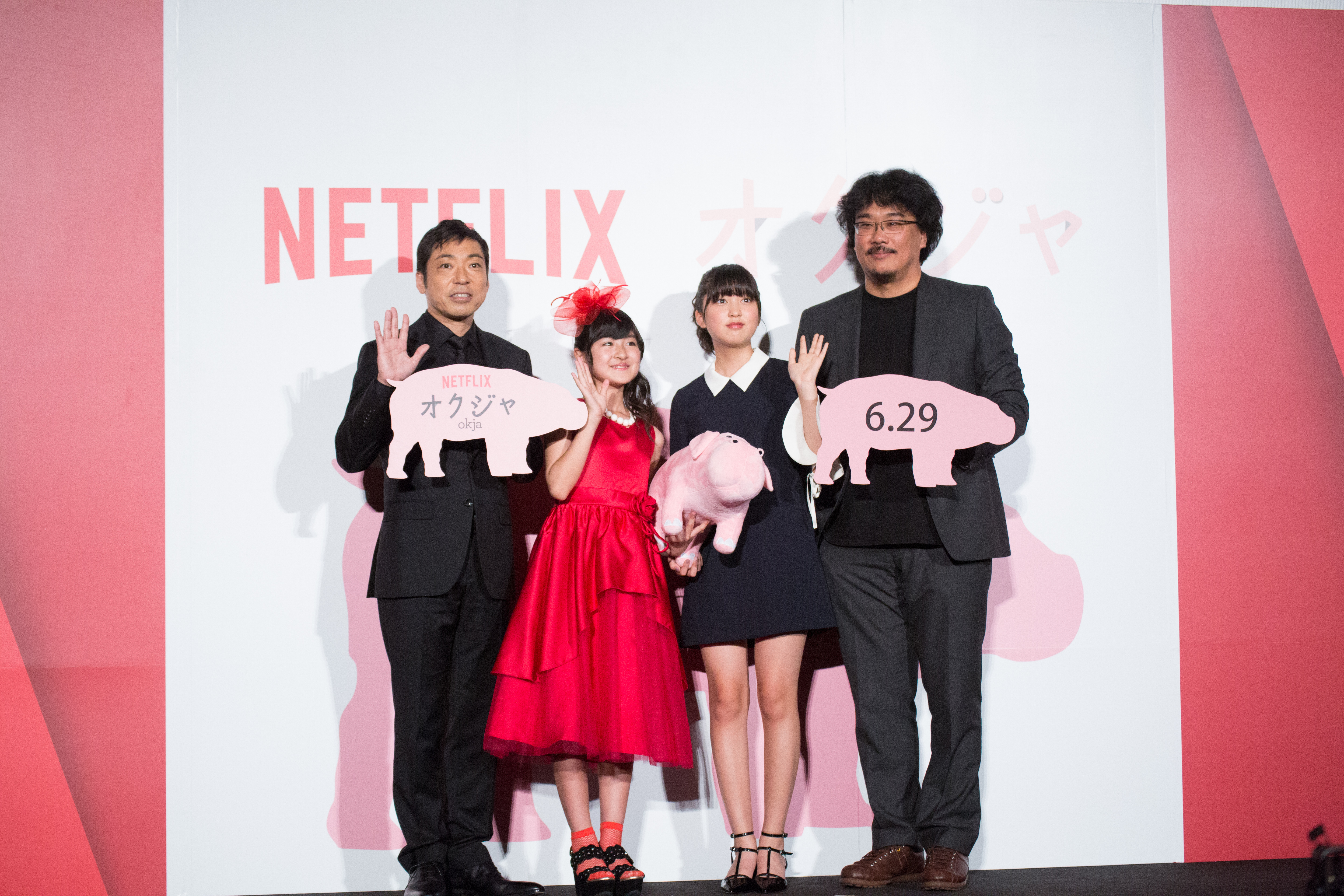
Netflix原创、美韩合作的电影《玉子》在日本首映

2016年1月7日，Netflix在韩国上线。2017年6月28日，美韩合作的Netflix原创电影《玉子》上线。2019年，Netflix推出的韩国丧尸剧《屍戰朝鮮》（第1季）在播出后广受观众好评，之后又续订了第2季。2021年推出的原創影集《魷魚遊戲》躍升成為Netflix歷年來最受歡迎的非英語原創影集，在韓國以外的市場也帶來了高收視和諸多話題。2023年4月，韩国总统尹锡悦访问美国期间，Netflix宣布加码25亿美元投资韩国，用于制作韩国电视剧、电影和真人秀节目。
除此之外，Netflix也引進了《Abyss》、《哈囉掰掰，我是鬼媽媽》、《羅曼史是別冊附錄》、《雙甲路邊攤》、《愛的迫降》、《梨泰院Class》、《The King：永遠的君主》、《機智醫生生活》、《女孩，四繹》、《60天，指定倖存者》、《RUGAL》、《我的國家》、《山茶花開時》、《喜歡的話請響鈴》、《新入史官丘海昤》、《VAGABOND》、《Hyena》、《所有人的謊言》、《雖然是精神病但沒關係》、《Start-Up》、《青春紀錄》、《我們，愛過嗎》、《Sweet Home》、《驚奇的傳聞》、《你好？是我！》、《Vincenzo》、《Sisyphus: the myth》、《Navillera》、《Law School》、《無法抗拒的他》、《海岸村恰恰恰》、《以吾之名》、《那年，我們的夏天》、《寧靜海》、《殭屍校園》、《二十五，二十一》、《氣象廳的人們:社內戀愛殘酷史篇》、《社內相親》、《非常律師禹英禑》等作品。

##### 香港
2016年1月7日，Netflix正式在香港上線。2018年2月2日，網絡劇集《反黑》在香港播映完畢後在Netflix上架，成為首套在Netflix上架的香港網絡劇集；同年12月22日，由Astro投資的原創恐怖懸疑推理電視劇《陽關道》，在同年8月11日起於馬來西亞Astro華麗台播映完畢後在Netflix上架；2019年4月30日，HMV數碼中國集團原創網絡劇集《向西聞記》在同年4月18日於hmvod推出後在Netflix上架，成為首套hmvod網絡劇集於Netflix上架；同年5月10日，電視廣播有限公司於同年4月8日宣布與企鵝影視合拍劇集《鐵探》在香港播映完畢後在Netflix上架，成為首套無綫電視劇集於Netflix上架；同年7月16日，HMV數碼中國集團另一套原創網絡劇集《性敢中環》於hmvod推出後在Netflix上架。2022年12月2日，香港科幻電影《明日戰記》在Netflix上架。

##### 中國大陆

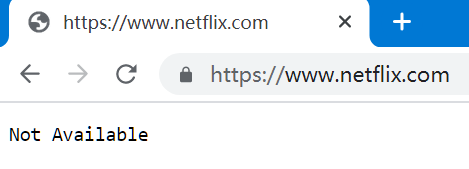
Netflix不对中国大陆服务

中國大陸是少數Netflix未能正式展開服務的其中一個區域。目前根据当地广电等部门的规定，境外公司不得在中国大陆境内开展视听服务，再加上当地网络审查制度和电影审查制度，导致Netflix至今仍未进入中国大陆市场。即便如此，Netflix仍獲得了不少中國大陸影視劇的全球播放版權。2017年的《白夜追兇》是Netflix有史以來播放的第一部中國大陸地區之網絡電視劇（但于2021年3月22日下架）。而在2018年的電視劇《天盛長歌》當中，Netflix更是其中一個共同製作的出品公司，顯示Netflix也有涉足中國大陸的影視作品投資。据Netflix首席执行官泰德·萨兰多斯在2025年透露，Netflix一开始希望在中国提供流媒体服务，但受制于中国的影视审查制度无法实现，故改与爱奇艺合作，授权对方播出Netflix的原创内容。然而过去多年来Netflix的节目始终没有通过中国官方的审查，“一集都没有”。
與此同時，Netflix與腾讯等多家中國大陸公司展開合作，引進了《奮鬥吧，少年！》、《快把我哥帶走》、2018年版《流星花園》、2019年版《暗戀橘生淮南》、《上海堡垒》、《後來的我們》、《從前有座靈劍山》、《金枝玉葉》、《周遊記》、《晴雅集》、《侍神令》、《新神榜：哪吒重生》、《超级的我》、《理智派生活》等作品。

##### 印尼
从2018年10月19日起，Netflix向印尼用户提供印尼语用户界面和印尼语字幕。该年，Netflix宣布获得了印尼语动作惊悚片《嗜人之夜》的独家发行权。

## 公司歷史
- 2021年4月8日，索尼影视娱乐公司宣布与Netflix达成一项协议，Netflix将在2022年开始持有其在美国的付费电视窗口权，取代Starz并扩大与索尼影视动画公司的现有协议。该协议还包括对未来由索尼影业制作的任何直接流媒体电影的优先交易，Netflix需要承诺最少数量的电影。[68]
- 2021年4月27日，Netflix宣布将在多伦多开设其第一个加拿大总部。该公司还宣布将在瑞典、罗马和伊斯坦布尔开设办事处，以增加其在这些地区的原创内容。
- 2021年6月，Netflix宣布其在印度孟买的第一家全资、全方位服务的后期制作设施计划于2022年6月全面投入运营，拥有40个离线编辑套件。
- 2021年6月7日，詹妮弗·洛佩兹（Jennifer Lopez）的Nuyorican Productions与Netflix签署了一项为期多年的首映协议，涵盖故事片、电视剧和无剧本内容，重点放在支持不同女演员、作家和电影制作人的项目上。洛佩兹与她的制作伙伴伊莱恩戈德史密斯-托马斯共同经营Nuyorican Productions。[68]
- 2021年6月10日，Netflix宣布将推出一家在线商店，销售与Netflix品牌相关的精选产品以及《怪奇物语》和《巫师》等节目。
- 2021年6月17日，Netflix宣布与喜剧作家兼制片人丹妮尔·桑切斯-维泽尔达成一项为期多年的整体协议。根据该协议，这是自Tracey Pakosta加入Netflix担任原创喜剧系列副总裁以来的第一个主要人才协议，Sanchez-Witzel将设立自己的制作旗帜，除了监督和执行其他项目外，还将专注于系列和故事片的原创开发。[68]
- 2021年6月21日，史蒂文斯皮尔伯格的Amblin Partners与Netflix签署了一项协议，为流媒体服务发行多部新故事片。Amblin预计每年至少为Netflix制作两部电影，具体年数不详。
- 2021年6月30日，Powerhouse Animation Studios（Netflix的《恶魔城Castlevania》背后的工作室）宣布与该流媒体签署优先合作协议，以制作更多动画系列。
- 2021年7月，Netflix聘请了电子艺界和Facebook的前高管迈克·维尔杜(Mike Verdu)担任游戏开发副总裁，并计划在2022年之前增加视频游戏。
- 2021年7月，Netflix宣布了发布手机游戏的计划，这些游戏将包含在订阅者的服务计划中。2021年8月，Netflix首次在波兰为Netflix用户推出了试用产品，通过Netflix移动应用程序向订阅者免费提供基于《怪奇物语》（Stranger Things）的优质手机游戏，包括Stranger Things 3: The Game。
- 2021年7月14日，Netflix与The Kissing Booth特许经营权的明星Joey King签署了优先认购协议，其中King将通过她的All The King's Horses制作公司为Netflix制作和开发电影。
- 2021年7月21日，Netflix的《亡灵大军》导演扎克·施奈德宣布，他已与他的制作公司The Stone Quarry签署了优先协议；他即将推出的项目包括《死亡军团》的续集，科幻冒险电影《叛逆之月》。
- 2021年9月20日，Netflix与英国Longcross Studios签署了新的长期租赁协议。
- 2021年9月21日，Netflix宣布将以未公开的价格收购Roald Dahl Story Company，该公司负责管理羅爾德·達爾（Roald Dahl）的故事和角色的版权，并将作为一家独立公司运营。[68]
- 2024年1月23日，Netflix与世界摔角娱乐（WWE）签订10年版权合作协议，WWE旗下周播节目WWE Raw从2025年1月起在Netflix平台向海外用户现场直播，初期向北美、英国及拉美用户提供，之后再扩展到其他地区。同时，Netflix将拥有WWE其他两档周播节目WWE SmackDown和WWE NXT、月度赛事及其他原创节目的海外版权。[69][70][71]
- 2024年12月10日，國際足協宣佈Netflix取得2027年及2031年國際足協女子世界盃美國地區獨家轉播權[72]。
- 2025年1月，Netflix 公布 2024 年第四季度財報，單季新增將近 1900 萬訂閱用戶，全球總訂閱數突破 3 億人[73]。

## 國際市場擴展

Netflix服務提供區域地圖（2022年3月）：
已提供
未提供

Netflix在2010年首次對國際市場提供網路串流服務，該服務於9月22日在加拿大推出。在當時，加拿大的訂閱費用為每月7.99加拿大元，執行長哈斯廷斯表示是「我們在全世界各地中提供的最低、最有競爭力的價格。」然而，也许正是因为訂閱費用低廉，加拿大地區提供的影片選擇卻非常有限。2012年《加拿大商業線上》網站的喬許·羅文（Josh Loewen）取得資料後發現，Netflix在美國的資料庫共有10,625部影片，而在加拿大則僅有2,647部影片。這樣的差異是由於影片在美國和加拿大的發行權不同。在一開始，加拿大的Netflix提供了未在美國市場推出的影片。例如一部福斯電視台喜劇《富贵与爱情》，在美國電視台播放的當天同時於加拿大Netflix上推出。
2015年6月6日，里德·哈斯廷斯在葡萄牙當地報紙的訪問中宣布，Netflix將會在10月進入義大利、葡萄牙和西班牙市場，並預計在里斯本成立南歐地區客戶服務中心（服務範圍也同時包括已於先前開放的法國市場）。2015年9月9日，Netflix宣布將會開始擴展亞洲市場，於2016年初在香港、新加坡、韓國和台灣提供服務；而菲律賓和東南亞市場也將在近期內開放。
2016年1月6日，Netflix在消費電子展中宣布擴展業務範圍，即時起在130個新國家和地區推出串流服務，并开始提供繁體及簡體中文服務。該公司宣傳指出除了部分國家和地區外，Netflix旗下的串流平台已幾乎在「全世界」提供服務。不在這次擴展市場範圍的國家與地區包括中國大陸、克里米亞、敘利亞和北韓。Netflix也宣布將和韓國樂金公司合作，在亞洲、歐洲和中東市場推出預付服務。
2016年3月17日，香港的收費電視運營商now TV宣布與Netflix展開合作，於同年8月23日開始，用戶可以透過now TV的機頂盒輸入頻道號碼535收看Netflix的節目。這使now TV成為香港第一家讓客戶透過機頂盒，在電視上收看Netflix的電視營運商。不過，這項服務只適用於Now One、PCCW 6845及PCCW 6950機頂盒。
2017年4月，有报道称Netflix将与爱奇艺合作，将旗下剧集等内容以聯名授权的形式，讓爱奇艺在中国大陆播放。但在2019年，愛奇藝的執行長龚宇表示由於諸多的原因，Netflix和愛奇藝之間已經結束了合作關係。
2018年12月，Netflix與中華電信签署合作协议，擴大台灣業務，协议内容有：Netflix的节目在中华电信MOD上架，租用中华电信的数据中心机房，合拍电影或戏剧等。
2021年6月10日，香港的網絡服務供應商香港寬頻（HKBN）宣布與Netflix展開合作，於同年6月10日開始，用戶可以透過申請800M光纖寬頻服務所捆綁套裝收看Netflix的節目。這使香港寬頻成為香港第一家網絡服務供應商與Netflix合作讓光纖寬頻客戶，透過電視上收看Netflix節目。
2021年7月15日，马来西亚数码流媒体集团Astro宣布与Netflix展开合作，于同年11月9日正式登陆Astro平台，与最近推出迪士尼+进行推出全新捆绑配套，成为马来西亚第一家流媒体运营商与Netfllix合作，透過電視上收看Netflix節目的網絡商。不過，這項服務只適用於ASTRO ultra plug & play及Astro Ulti plug & play機頂盒。
2022年3月6日，因俄烏戰爭延燒，Netflix宣布暫停在俄羅斯銷售及服務。 另外，Netflix平台上曾獲得奧斯卡最佳紀錄片獎提名的《凛冬烈火：乌克兰为自由而战》，3月5日於YouTube平台上釋出，提供全球觀眾免費觀看。

## 技術

### 
在Netflix郵寄DVD出租服務推出初期，經常有消費者抱怨收到的光碟被刮傷或無法播放。在即時串流服務推出後，Netflix的受歡迎程度有著顯著的成長。大多數的Netflix訂閱者已經不再依賴郵寄的實體光碟，而改為使用更即時且穩定的串流服務。
串流服務剛開始完全使用來自微軟的技術和編碼器，包括VC-1視訊編碼器和WMA音訊編碼器。隨著支援Netflix播放功能的裝置快速增加，對於不同種類格式的需求也開始出現，包括H.263、H.264和H.265視訊編碼器，以及Dolby Digital、Dolby Digital Plus和Ogg Vorbis音訊編碼器，Netflix未來計畫將使旗下所有收錄影片內容全數改以開源的VP9影片格式壓縮以提供更高觀影品質。根據Netflix指出，由於各種不同的編碼器和位元率的組合，單一影片在串流平台上架前需要經過120次的編碼程序。
Netflix使用了自適性串流技術，能自動依據網路速度和狀況即時調整視訊和音訊的品質。
2015年，英國電信的YouView推出了超高畫質（Ultra HD）頻道和對應Netflix 4K影片串流的機上盒。消費者需要最高等級的訂閱方案才能串流超高畫質的影片。
Netflix推薦網路速度
| 畫質                                         | 下傳速度需求 | 來源   |
| -------------------------------------------- | ------------ | ------ |
| 最低                                         | 0.5 Mbit/s   | [ 98 ] |
| 推薦                                         | 1.5 Mbit/s   | [ 98 ] |
| 標準畫質（HD）720p                           | 3.0 Mbit/s   | [ 98 ] |
| 高畫質（FHD）1080p                           | 5.0 Mbit/s   | [ 98 ] |
| 超高畫質（Ultra HD） 4K解析度 3840p 和 4096p | 25 Mbit/s    | [ 99 ] |

Netflix串流品質和解析度
| 畫質 | 解析度      | 畫面比例 |
| ---- | ----------- | -------- |
| 235  | 320 x 240   | 4:3      |
| 375  | 384 x 288   | 4:3      |
| 560  | 512 x 384   | 4:3      |
| 750  | 512 x 384   | 4:3      |
| 1050 | 640 x 480   | 4:3      |
| 1750 | 720 x 480   | 3:2      |
| 2350 | 1280 x 720  | 16:9     |
| 3000 | 1280 x 720  | 16:9     |
| 4300 | 1920 x 1080 | 16:9     |
| 5800 | 1920 x 1080 | 16:9     |

Netflix在其網站上可讓使用者選擇影片的畫質。
为了节目不被用户盗录，Netflix为自家的网站和应用程序加入了数字版权管理（DRM）技术，例如在Android系统中，在播放Netflix节目时截图会弹出“禁止截图”的警告提示或者只能截取到黑屏。

### Netflix API
Netflix在2008年10月1日推出應用程式介面（API）。透過Netflix API能取用所有Netflix影片的資料，並可管理使用者的影片清單。Netflix API可免費使用在商業用途。
已有許多服務整合使用Netflix的API，包括爛番茄和《紐約時報》網站，使用者可直接在網頁上點擊連結來將影片加入到自己的清單，或立即開始觀看。搜尋引擎「Jinni」則可讓使用者搜尋Netflix提供的影片，並顯示觀眾評價等資訊。
此外，API也讓許多開發者推出Netflix的行動應用軟體。例如Netflix在2009年11月16日推出官方的諾基亞手機應用程式，讓使用者可播放影片的預告。2010年10月26日，Netflix推出了官方的iPhone應用程式。然而，在2012年6月，Netflix開始限縮其公開API的可用性。2014年6月，Netflix宣布為了專注在支援人數不斷成長中的訂閱者，將會停止提供API服務，並自2014年11月14日起生效。在公開API終止後，Netflix持續與8個服務業者合作，包括Instant Watcher、Manhattan、Yidio和Nextguide等。

### IT基礎架構
Netflix在2010年將其IT基礎架構整合至Amazon EC2平台。電影製片廠提供的數位影片主拷貝存放在Amazon S3伺服器中，並透過雲端主機將影片編碼成超過50種不同解析度和音質的版本。Netflix在Amazon伺服器上共存放了超過1 PB的資料，資料再經由內容傳遞網路（包括Akamai、Limelight和Level 3）傳輸至各地的網路服務供應商（ISP）。Netflix在其（MBaaS）使用了數種開源軟體技術，包括Java、MySQL、Gluster、Apache Tomcat、Hive、Chukwa、Cassandra和Hadoop。

## 审查和封锁
Netflix的串流平台服務至今在全世界超過190個國家和地區均有提供。然而在俄羅斯聯邦、敘利亞阿拉伯共和國和朝鮮民主主義人民共和國這三個國家則是因應美國政府對這些國家的制裁而沒有提供服務，中華人民共和國则是因为当地的审查制度而不提供服务。
即使是有提供服務的國家和地區，也會受到當地政府的監管和約束，有些國家和地區的政府甚至會禁止部分節目在當地的Netflix平台上架。
以下是Netflix在部分國家和地區曾經或目前遭受到的審查和封鎖：

### 中国大陆
目前根据国家广播电视总局的规定，境外公司不得在中国大陆境内开展视听服务，再加上该地区网络审查制度和电影审查制度，导致Netflix至今仍未进入中国大陆市场。但Netflix有购入中国影视剧进行播放，如《山河令》、《陈情令》等。

### 俄羅斯
Netflix的英文版于2011年被俄罗斯政府屏蔽。而俄文版于2016年1月在俄罗斯上线后，政府亦要求Netflix必须在俄罗斯公司旗下营运，并且网站至少要含有30%的俄产电影，否则俄文版亦将会被屏蔽。2022年3月4日，Netflix因2022年俄罗斯入侵乌克兰宣布暂停在俄罗斯的项目和采购计划。2022年3月6日，Netflix宣布暂停在俄罗斯的服务。

### 伊朗
2016年1月7日，Netflix正式在伊朗上线。但Netflix的网站在伊朗上线后不久便被伊朗官方封锁，目前，Netflix在伊朗无法通过正常手段访问，只能通过VPN等特殊手段绕过伊朗网络审查后访问。由于Netflix在伊朗无法直接访问且支付手段不方便，目前在伊朗的视频网站上存在大量盗版的Netflix剧集。

### 印度尼西亞
2016年1月，印度尼西亚最大的電信營業商Telkom宣布封禁Netflix，Netflix在印尼市場的發展受到阻礙。後來，印尼政府和Netflix展開合作，Telkom也解除了對Netflix的封禁。

### 沙烏地阿拉伯
因应沙特阿拉伯政府的要求，沙特境内的Netflix下架了政治喜剧节目《哈桑·明哈杰：爱国者有话说》的第2集《沙特阿拉伯》，沙特政府认为这一集讽刺了沙特王储穆罕默德·本·萨勒曼以及批评了沙特政府对異見記者贾迈勒·卡舒吉遇害的反应。

### 新加坡
在新加坡資訊通信媒體發展局的要求下，實境秀《Cooking on High》、紀錄片《The Legend of 420》、影集《Disjointed》、電影《基督的最後誘惑》以及巴西喜劇特輯《The Last Hangover》先後從新加坡境內的Netflix下架，其中前面三者均涉及大麻議題，而後面兩個作品則涉及宗教爭議，其中《基督的最後誘惑》本身在新加坡為禁片。

### 新西兰
在紐西蘭電影與音像制品分級標籤處提出申請後，紀錄片《The Bridge》從紐西蘭境內的Netflix下架。

### 德国
本身在德國為禁片的電影《活死人之夜》，在德國境內的Netflix上架後不久，又因應德國保護未成年人媒體委員會提出的要求而下架。

### 越南
與越戰相關的電影《金甲部隊》，在越南廣電及電子資訊局的要求下，從越南境內的Netflix下架。
與南海爭議相關影集《松樹谷》，因影集出現南海九段線爭議，從越南境內的Netflix下架。
2024年4月，越南监管机构以Netflix违反了关于互联网服务和在线信息的管理、提供和使用的第72/2013/ND-CP号法令第31条为由，要求Netflix在2024年4月25日之前将Netflix在其越南区应用程序、越南区App Store (iOS/iPadOS)和越南区Google Play商店上发行的所有未经授权（未获得版号）的在线游戏下架，Netflix于是下架了其在越南区的Netflix应用程序以及各大越南应用商店上发行的所有游戏。

## 挑战
Neil Cybart认为，多年以来Netflix保持穩定增长趨勢是因为成功进入“内容—会员”良性增长循环，但这种良性循环绝对不会持续太久，它会面临两方面的竞争：
一，用户看在线视频所用的时间，传统的電視台、強勁同業對手HBO、Hulu、亞馬遜Prime影音和布局流媒体行业的Disney+（含二十一世紀福斯）与華納兄弟探索的HBO Max、NBC环球的Peacock、Apple TV+和YouTube（YouTube Premium）等新興对手。
二，在Netflix、HBO、Hulu以及亞馬遜Prime影音等強勁對手的瓜分下，付费视频行业难以出现一家独大的局面。。而自從2020年起，Netflix的總訂閱用戶數量雖然突破2億，但新增訂閱用戶數量卻首次不敵老牌串流媒體亞馬遜Prime影音和新興對手Disney+，甚至自2022年首次出現訂閱用戶數量負增長，其全部流媒體訂閱人數也在2022年第二季度被迪士尼流媒體以2.21億總訂閱人數超越。